# خراج تحت الجلد
الخُرّاج تحْت الجلْد هو خراجٌ يقع في النسيج تحت الجلد، ويحدث بسبب عدوًى تحت الجلد بواسطة بكتيريا أو فطر أو طفيلي. يحتاج هذا النوع غالبًا إلى التصريف، عادةً لمدة لا تقل عن 24 ساعة، وذلك عن طريق الحشو بالشاش أو منزح بينروس [الإنجليزية].

## الأنواع
- خراج العدلات (بالإنجليزية: neutrophilic abscess)‏
- خراج يوزيني (بالإنجليزية: eosinophilic abscess)‏
  - الخراج الورمي الحبيبي اليوزيني (بالإنجليزية: eosinophilic granulomatous abscess)‏